# Lee Hunter (cầu thủ bóng đá)
Lee Hunter (sinh ngày 5 tháng 10 năm 1969) là một cựu cầu thủ bóng đá người Anh thi đấu ở Football League ở vị trí tiền vệ cánh cho Colchester United.

## Sự nghiệp
Sinh ra ở Oldham, Hunter kí hợp đồng với Colchester United khi học việc tại đội trẻ của câu lạc bộ, có trận ra mắt đội một tại Layer Road ngày 6 tháng 5 năm 1988 trong trận hòa 0-0 với Tranmere Rovers, trận đấu mà ông được đá chính. Ông có 9 lần ra sân cho câu lạc bộ ở Football League, đá chính 5 trận và 4 lần vào sân từ dự bị. Ông chơi trận cuối cùng cho câu lạc bộ vào ngày 21 tháng 4 năm 1989 trong trận hòa 1-1 trên sân nhà với Carlisle United, vào sân thay cho Stuart Hicks. Sau đó ông còn thi đấu cho các đội Wivenhoe Town, Wigan Athletic, Hendon, Chelmsford City, Boreham Wood, Braintree Town, Braintree Town, Clacton Town và Maldon Town.